# Hylaeus confusus
Hylaeus confusus  je evropska vrsta divjih čebel iz družine opnark, ki je razširjena tudi v Sloveniji.

## Opis
Hylaeus confusus, kot tudi druge vrste zakrinkanih čebel, nima kožuščka. Pelod in medičino prenašajo v golši. Vrsta je v Sloveniji pogosta in se pojavlja v dveh rodovih od maja do septembra. Gnezdo si uredi v zapuščenih rovih v lesu odmrlih dreves.